# Tengku Muhammad Faiz Petra
Il commodoro Tengku Muhammad Faiz Petra bin Sultan Ismail Petra (Kelantan, 20 gennaio 1974) è un principe malese, Tengku Mahkota di Kelantan dal 18 ottobre 2010 e reggente del sultanato dal 13 dicembre 2016 al 6 gennaio 2019.

## Biografia
Tengku Muhammad Faiz Petra è nato presso l'Istana Kota Lama il 20 gennaio 1974 ed è il secondo figlio del sultano Ismail Petra e della sua prima moglie Tengku Anis binti Tengku Abdul Hamid. È stato istruito presso la Sultan Ismail School di Kota Bharu, la Alice Smith School di Kuala Lumpur, la Oakham School di Oakham e l'University College di Londra. Nel 2010 ha conseguito un dottorato di ricerca presso l'Istituto di studi classici dell'Università di Londra.
Il 30 marzo 1989 ha ricevuto il titolo di Tengku Bendahara. Il 18 ottobre 2010, qualche settimana dopo l'ascesa il trono, suo fratello Muhammad V lo ha nominato erede apparente con il titolo di Tengku Mahkota. L'investitura si è tenuta lo stesso giorno presso l'Istana Negeri di Kubang Kerian. 
Dal 13 dicembre 2016 al 6 gennaio 2019, quando il sultano ha cominciato il mandato di Yang di-Pertuan Agong, è  stato reggente del Kelantan.